# Polnische Meisterschaften im Biathlon 2013
Die 46. Polnischen Biathlonmeisterschaften wurden 2013 vom 27. bis 30. Dezember 2012 in Jakuszyce in Sprint, Verfolgung und Staffel ausgetragen, Einzel und Massenstart folgen am 21. und 22. März 2013.
Bei den Männern gewann Łukasz Słonina im Sprint seinen ersten Titel überhaupt, Łukasz Szczurek in der Verfolgung seinen ersten Titel in einem Einzelrennen. Łukasz Szczurek wurde zudem Meister mit der Staffel und war damit erfolgreichster männlicher Teilnehmer der ersten Wettkampfhälfte. Rekordmeisterin Magdalena Gwizdoń gewann in Sprint und Verfolgung beide Einzeltitel und gewann auch im Staffelrennen mit der Bronzemedaille eine weitere Medaille.

## Männer

### Sprint 10 km
| Platz | Starter               | Verein                            | Schießfehler | Zeit    | Zeitdifferenz |
| ----- | --------------------- | --------------------------------- | ------------ | ------- | ------------- |
| 1.    | Łukasz Słonina        | AZS AWF Wrocław                   | 0+0          | 27:18,1 | -             |
| 2.    | Łukasz Szczurek       | BKS WP-Kościelisko                | 1+3          | 28:07,7 | +49,6         |
| 3.    | Grzegorz Guzik        | BLKS Żywiec                       | 2+1          | 28:54,1 | +1:36,0       |
| 4.    | Rafał Lepel           | AZS AWF Katowice                  | 1+1          | 29:58,0 | +1:39,9       |
| 5.    | Maciej Nędza-Kubiniec | BKS WP-Kościelisko                | 0+0          | 29:01,5 | +1:43,4       |
| 6.    | Mateusz Janik         | UKN Melafir Czarny Bór            | 1+2          | 29:19,4 | +2:01,3       |
| 7.    | Adam Kwak             | BKS WP-Kościelisko                | 2+3          | 29:22,5 | +2:04,4       |
| 8.    | Jakub Topór           | BKS WP-Kościelisko / SMS Zakopane | 0+2          | 29:27,8 | +2:09,7       |
| 9.    | Kamil Cymerman        | BLKS Żywiec                       | 1+3          | 29:32,9 | +2:14,8       |
| 10.   | Przemysław Sobies     | AZS AWF Wrocław                   | 1+2          | 29:33,9 | +2:15,8       |

Datum: 28. Dezember 2012

### Verfolgung 12,5 km
| Platz | Starter             | Verein                            | Schießfehler | Zeit    | Zeitdifferenz |
| ----- | ------------------- | --------------------------------- | ------------ | ------- | ------------- |
| 1.    | Łukasz Szczurek     | BKS WP-Kościelisko                | 6 (1+0+4+1)  | 38:44,3 | -             |
| 2.    | Krzysztof Pływaczyk | BKS WP-Kościelisko                | 1 (0+0+1+0)  | 39:08,0 | +23,7         |
| 3.    | Rafał Lepel         | AZS AWF Katowice                  | 4 (0+2+1+1)  | 39:26,2 | +41,9         |
| 4.    | Łukasz Słonina      | AZS AWF Wrocław                   | 6 (1+1+2+2)  | 39:48,3 | +1:04,0       |
| 5.    | Grzegorz Guzik      | BLKS Żywiec                       | 5 (0+3+2+0)  | 40:37,4 | +1:53,1       |
| 6.    | Adam Kwak           | BKS WP-Kościelisko                | 9 (3+2+2+2)  | 42:45,0 | +4:00,7       |
| 7.    | Mateusz Janik       | UKN Melafir Czarny Bór            | 5 (0+2+1+2)  | 43:11,4 | +4:27,1       |
| 8.    | Grzegorz Bril       | AZS AWF Katowice                  | 9 (1+2+4+2)  | 43:38,7 | +4:54,4       |
| 9.    | Kamil Cymerman      | BLKS Żywiec                       | 10 (1+2+3+4) | 44:17,2 | +5:32,9       |
| 10.   | Jakub Topór         | BKS WP-Kościelisko / SMS Zakopane | 8 (1+2+3+2)  | 24:39,3 | +5:55,0       |

Datum: 29. Dezember 2012

### Massenstart 15 km
| Platz | Starter             | Verein | Schießfehler | Zeit | Zeitdifferenz |
| ----- | ------------------- | ------ | ------------ | ---- | ------------- |
| 1.    | Krzysztof Pływaczyk |        |              |      |               |
| 2.    |                     |        |              |      |               |
| 3.    |                     |        |              |      |               |
| 4.    |                     |        |              |      |               |
| 5.    |                     |        |              |      |               |
| 6.    |                     |        |              |      |               |
| 7.    |                     |        |              |      |               |
| 8.    |                     |        |              |      |               |
| 9.    |                     |        |              |      |               |
| 10.   |                     |        |              |      |               |

Datum: 23. März 2013

### Einzel 20 km
| Platz | Starter             | Verein | Schießfehler | Zeit | Zeitdifferenz |
| ----- | ------------------- | ------ | ------------ | ---- | ------------- |
| 1.    | Krzysztof Pływaczyk |        |              |      |               |
| 2.    |                     |        |              |      |               |
| 3.    |                     |        |              |      |               |
| 4.    |                     |        |              |      |               |
| 5.    |                     |        |              |      |               |
| 6.    |                     |        |              |      |               |
| 7.    |                     |        |              |      |               |
| 8.    |                     |        |              |      |               |
| 9.    |                     |        |              |      |               |
| 10.   |                     |        |              |      |               |

Datum: 22. März 2013

### Staffel 4 × 7,5 km
| Platz | Staffel                     | Teilnehmer                                                              | Schießfehler | Zeit      | Zeitdifferenz |
| ----- | --------------------------- | ----------------------------------------------------------------------- | ------------ | --------- | ------------- |
| 1.    | BKS WP Kościelisko II       | Adam Kwak Łukasz Szczurek Grzegorz Jakubowicz Krzysztof Pływaczyk       | 5+13         | 1:30:47,9 | -             |
| 2.    | UKN Melafir Czarny Bór      | Patryk Dąbrowski Bartłomiej Filip Mateusz Janik Mariusz Wtorek          | 0+12         | 1:34:11,2 | +3:23,3       |
| 3.    | AZS AWF Wrocław             | Łukasz Pancerz Przemysław Sobies Mateusz Steć Łukasz Słonina            | 7+20         | 1:35:31,1 | +4:43,2       |
| 4.    | BLKS Żywiec                 | Kamil Cymerman Krzysztof Guzik Szymon Najzer Grzegorz Guzik             | 8+17         | 1:35:40,5 | +4:52,6       |
| 5.    | AZS AWF Katowice            | Mateusz Wieczorek Rafał Lepel Aleksander Piech Grzegorz Bril            | 7+20         | 1:37:03,7 | +6:15,8       |
| 6.    | BKS WP Kościelisko          | Maciej Nędza-Kubiniec Jakub Topór Tomasz Jakiela Andrzej Nędza-Kubiniec | 10+19        | 1:38:26,7 | +7:38,8       |
| 7.    | MKS Karkonosze Jelenia Góra | Mateusz Zawół Dariusz Krajewski Michał Michałków Mateusz Galik          | 9+18         | 1:41:02,4 | +10:14,5      |

Datum: 30. Dezember 2012

## Frauen

### Sprint 7,5 km
| Platz | Starter           | Verein                            | Schießfehler | Zeit    | Zeitdifferenz |
| ----- | ----------------- | --------------------------------- | ------------ | ------- | ------------- |
| 1.    | Magdalena Gwizdoń | BLKS Żywiec                       | 1+0          | 23:21,5 | -             |
| 2.    | Agnieszka Cyl     | MKS Karkonosze Jelenia Góra       | 0+0          | 23:34,8 | +13,3         |
| 3.    | Monika Hojnisz    | UKS Lider Katowice                | 0+1          | 24:25,9 | +1:04,4       |
| 4.    | Paulina Bobak     | AZS AWF Katowice                  | 1+0          | 24:29,9 | +1:08,4       |
| 5.    | Krystyna Pałka    | AZS AWF Katowice                  | 1+3          | 25:06,8 | +1:45,3       |
| 6.    | Patrycja Hojnisz  | AZS AWF Katowice                  | 1+1          | 26:10,7 | +2:49,2       |
| 7.    | Kinga Mitoraj     | BKS WP-Kościelisko / SMS Zakopane | 2+0          | 27:06,6 | +3:45,1       |
| 8.    | Karolina Pitoń    | BKS WP-Kościelisko                | 3+0          | 27:07,4 | +3:45,9       |
| 9.    | Magdalena Nykiel  | MKS Karkonosze Jelenia Góra       | 0+2          | 27:09,1 | +3:47,6       |
| 10.   | Monika Bandyk     | BLKS Żywiec / SMS Żywiec          | 1+0          | 27:09,4 | +3:47,9       |

Datum: 28. Dezember 2012

### Verfolgung 10 km
| Platz | Starter             | Verein                            | Schießfehler | Zeit    | Zeitdifferenz |
| ----- | ------------------- | --------------------------------- | ------------ | ------- | ------------- |
| 1.    | Magdalena Gwizdoń   | BLKS Żywiec                       | 6 (0+1+3+2)  | 32:56,9 | -             |
| 2.    | Krystyna Pałka      | AZS AWF Katowice                  | 3 (0+0+1+2)  | 33:24,0 | +27,1         |
| 3.    | Agnieszka Cyl       | MKS Karkonosze Jelenia Góra       | 6 (2+3+1+0)  | 34:25,5 | +1:28,6       |
| 4.    | Monika Hojnisz      | UKS Lider Katowice                | 5 (0+3+2+0)  | 35:50,2 | +1:53,3       |
| 5.    | Paulina Bobak       | AZS AWF Katowice                  | 7 (2+1+1+3)  | 36:26,4 | +3:29,5       |
| 6.    | Patrycja Hojnisz    | AZS AWF Katowice                  | 4 (0+0+2+2)  | 38:28,0 | +5:31,1       |
| 7.    | Karolina Pitoń      | BKS WP-Kościelisko                | 7 (3+2+1+1)  | 42:12,4 | +9:15,5       |
| 8.    | Kinga Mitoraj       | BKS WP-Kościelisko / SMS Zakopane | 9 (2+2+3+2)  | 42:24,6 | +9:25,7       |
| 9.    | Karolina Batożyńska | AZS AWF Katowice / SMS Zakopane   | 6 (2+2+0+2)  | 42:42,8 | +9:43,9       |
| 10.   | Katarzyna Leja      | BKS WP-Kościelisko                | 6 (1+1+2+2)  | 43:15,0 | +10:16,1      |

Datum: 29. Dezember 2012

### Massenstart 12,5 km
| Platz | Starter       | Verein | Schießfehler | Zeit | Zeitdifferenz |
| ----- | ------------- | ------ | ------------ | ---- | ------------- |
| 1.    | Kinga Mitoraj |        |              |      |               |
| 2.    |               |        |              |      |               |
| 3.    |               |        |              |      |               |
| 4.    |               |        |              |      |               |
| 5.    |               |        |              |      |               |
| 6.    |               |        |              |      |               |
| 7.    |               |        |              |      |               |
| 8.    |               |        |              |      |               |
| 9.    |               |        |              |      |               |
| 10.   |               |        |              |      |               |

Datum: 23. März 2013

### Einzel 15 km
| Platz | Starter       | Verein | Schießfehler | Zeit | Zeitdifferenz |
| ----- | ------------- | ------ | ------------ | ---- | ------------- |
| 1.    | Agnieszka Cyl |        |              |      |               |
| 2.    |               |        |              |      |               |
| 3.    |               |        |              |      |               |
| 4.    |               |        |              |      |               |
| 5.    |               |        |              |      |               |
| 6.    |               |        |              |      |               |
| 7.    |               |        |              |      |               |
| 8.    |               |        |              |      |               |
| 9.    |               |        |              |      |               |
| 10.   |               |        |              |      |               |

Datum: 22. März 2013

### Staffel 4 × 6 km
| Platz | Staffel                        | Teilnehmer                                                        | Schießfehler | Zeit      | Zeitdifferenz |
| ----- | ------------------------------ | ----------------------------------------------------------------- | ------------ | --------- | ------------- |
| 1.    | AZS AWF Katowice               | Krystyna Pałka Karolina Batożyńska Patrycja Hojnisz Paulina Bobak | 3+16         | 1:21:30,2 | -             |
| 2.    | MKS Karkonosze Jelenia Góra    | Magdalena Nykiel Iga Kordasiewicz Kamila Buchla Agnieszka Cyl     | 0+13         | 1:24:27,7 | +2:57,5       |
| 3.    | BLKS Żywiec                    | Monika Bandyk Beata Szymańczak Anna Orawiec Magdalena Gwizdoń     | 3+18         | 1:24:32,9 | +3:02,7       |
| 4.    | BKS WP Kościelisko             | Karolina Pitoń Kinga Mitoraj Katarzyna Leja Anna Mąka             | 2+13         | 1:25:59,2 | +4:29,0       |
| 5.    | BKS WP Kościelisko II          | Maria Bukowska Beata Lassak Iwona Iwaniec Agnieszka Iwaniec       | 8+17         | 1:34:09,1 | +12:38,9      |
| 6.    | MKS Karkonosze Jelenia Góra II | Ewa Buchla Martyna Piech Urszula Żygało Katarzyna Wołoszyn        | 1+14         | 1:39:11,7 | +17:41,5      |

Datum: 30. Dezember 2012